# 高橋慶
高橋 慶（たかはし けい、1978年4月17日 - ）は、日本の実業家・投資家。
株式会社高橋組の創業者であり、現在はデジタルマーケティング企業である株式会社アドインテにて、位置情報を活用した広告配信事業などに携わっている。

## 概要
高橋慶は高校へ進学せず中学校卒業後に社会に出ており、19歳で学生だった妻と結婚したのを機に起業を決意した。学費月20万円が必要な妻を支えるため、1990年代後半に最初の起業として建設業の職人派遣会社を立ち上げる。
この会社は順調に軌道に乗り、経営をスタッフに任せた高橋は新たな事業の種を探すため海外に渡った。
26歳のとき、ブラジルで成功した日本人起業家と出会った縁からその代理店という形で2度目の起業を行う。当初はブラジル産木材の輸出事業だったが、その後「資材だけでなく住宅も販売しよう」との方針転換により注文住宅の販売事業を開始した（2013年）。この住宅ビジネスは好調で、約4年間で年商4億円規模から100億円規模へ急成長を遂げた。
東京都港区に本社を置く株式会社高橋組として年間200棟以上の新築戸建てを手がけ、地域No.1のビルダーにまで発展した。以降は新たにデジタル広告分野で事業を再出発させ、スマートフォンの位置情報データを活用した広告配信サービスの開発・提供に乗り出した。
その後、この広告事業に関連して株式会社アドインテに参画し、同社のセールスプランニング部長としてマーケティング事業を牽引している。

## 事業活動

### 株式会社高橋組
高橋が創業した株式会社高橋組は、注文住宅の販売を主軸とする住宅販売会社である。高橋は代表として同社を率い、新築戸建て住宅を年間200棟以上供給し地域トップクラスのビルダーへと成長させた。住宅事業の成功に伴い、高橋組は事業領域を拡大し、建築×IT事業、オフィスデザイン事業、高級家具の輸入代理店、高級車ディーラー、広告代理店事業など複数の事業を展開するホールディングス体制へと発展した。定勲監督らが手掛けたオムニバス映画『カメリア』や邦画『北のカナリアたち』（2012年）、『つやのよる』（2013年）など複数の映画作品の制作に資金提供を行った実績もある。

### THGホールディングス
株式会社高橋組（THGホールディングス）は、上記の事業以外に、多角的な事業ポートフォリオを持つ企業グループであった。同グループは以下のような事業会社・ブランドを傘下に収め、それぞれ特色あるビジネスを展開した。
- RISE（株式会社RISE） – オフィス内装デザイン事業を担う企業。オフィス空間の設計デザインや内装パッケージの開発提案を手がけ、大手企業のオフィスデザインを含む多数のプロジェクト実績を有した。企業ブランディングの観点から「ちょっとカッコいい事務所を持とう」をコンセプトに、デザイン性と機能性を両立させたオフィスリノベーション提案を行った。
- On Time（株式会社オンタイム） – 家具・輸入販売事業を担う企業。米国の高級ソファーベッドブランド「American Leather」の日本総代理店としてソファーベッドの販売を行うとともに、クラシックカーの輸入販売・買取サービス「GARAGE MARIO（ガレージマリオ）」を展開した。オンタイムは「日本随一のソファベッド＆旧車輸入販売」を謳い、インテリアと自動車という異色の組み合わせの事業領域で独自の市場を開拓した。
- KIT（株式会社KIT） – ウッドデッキ施工・資材販売事業を担う企業。千葉県柏市に拠点を置き、大型商業施設から一般住宅までウッドデッキの設計・施工および木材・資材販売を手がけるプロショップとして事業を展開したfacebook.com。ハードウッドデッキ材のDIYキット販売なども行い、耐久性に優れ環境配慮型のエクステリア製品「リリコウッド」等の普及にも取り組んだ。高橋組グループ内のウッドデッキ事業は創業から順調に実績を伸ばし、2018年時点で累計500件以上の施工プロジェクトを達成している。
- BESS-ZERO（株式会社BESS-ZERO） – 高橋慶が会長を務める自然派住宅ブランド「BESS」の販売・設計・施工フランチャイズ。本社は千葉県柏市、資本金1,000万円。ログハウス系の「あきつ」「カントリー」「G-LOG」「ワンダーデバイス」など多彩な商品を扱い、柏・富士展示場で体験型モデルハウスを運営。2017年時点の従業員数は約50名で、一級建築士事務所登録（千葉県知事 第1-1806-7809号）と建設業許可（国土交通大臣許可 般-28 第26497号）を取得。建築・大工・屋根・タイル・ブロック・鋼構造物・内装仕上工事業の許可を持ち、関東一円で新築・リノベーションを手がける。
- 海外展開 - 高橋組グループは国外にも進出し、米国にTakahashigumi of America Co., Ltd、ベトナムにTakahashigumi of Vietnam Co., Ltdを設立した。これら海外拠点では、日本国内で培った建築・住宅事業のノウハウを現地市場に展開し、住宅建設や不動産開発事業を手がけた。高橋のビジョンの下、先進国市場（米国）での日本式住宅ブランド展開や、新興国市場（ベトナム）でのデベロッパー事業立ち上げなど、グローバルに事業を拡大している。

### 株式会社アドインテ
2010年代、高橋は広告テクノロジー分野に進出し、自社サービスとして携帯端末の位置情報を活用した広告配信事業を立ち上げた。GPSやWi-Fi、Bluetoothで取得できる実際の行動履歴データを基に、ユーザーの実世界での動きに合わせた広告を配信する手法であり、例えば過去1ヶ月以内に住宅展示場を訪れた端末のIDに限定して住宅広告を配信するといったターゲティングが可能なサービスである。
この位置連動型広告サービスは約8000万台分のモバイル端末IDデータベースを保有し、競合他社（第2位は約2000万ID、第3位は約1000万ID）を大きく上回る圧倒的なリーチ力を強みとしていた。高橋はこの広告事業を通じてデジタルマーケティング企業の株式会社アドインテ（2009年設立、本社：京都市）と関わりを持つようになり、自社事業を同社と合流させる形で広告領域のDX（デジタルトランスフォーメーション）推進に取り組んでいる。
アドインテでは取締役副社長・COO稲森学らとともに小売業向けのリテールメディア事業開発を手掛け、高橋自身はセールスプランニング部の部長として営業戦略を統括している。